# Municipio de Ad Dawhah
Ad Dawhah (en árabe: الريان) es uno de los ocho municipios que forman el Estado de Catar. Su capital y ciudad más poblada es Doha.
La capital del municipio, Doha, es además la capital nacional de todo Catar.

## Geografía y Demografía
La superficie de Ad Dawhah abarca una extensión de territorio que ocupa ciento treinta y dos kilómetros cuadrados. Se ubica geográficamente entre las siguientes coordenadas: 25°18′13″N 51°31′23″E / 25.30361, 51.52306
Su población se compone de unos 1.312.947 personas (cifras del censo del año 2013). La densidad poblacional de esta división administrativa es de 9.900 habitantes por cada kilómetro cuadrado, aproximadamente.
- Datos: Q594208